# Гамильтон, Джеймс, 5-й лэрд из Кадзоу
Сэр Джеймс Гамильтон (? — около 1440) — шотландский дворянин, 5-й лэрд из Кадзоу (ок. 1402 — ок. 1440).

## Биография
Старший сын сэра Джона Гамильтона (ум. ок. 1402), 4-го лэрда из Кадзоу, и его жены Джанет Дуглас.
Впервые Джеймс Гамильтон упоминается в исторических документах в 1397 году. В исковом заявлении того же года его отец, сэр Джон Гамильтон, предоставил ему земли Киннейла.
В 1424 году Джеймс Гамильтон был одним из шотландских лордов, отправившихся в Дарем, чтобы навестить пленного короля Шотландии Якова I Стюарта. В том же году он стал одним из шотландских заложников, оставшихся в Англии в качестве обеспечения выплаты выкупа за освобождение короля Шотландии. Его имущество было оценено в 500 мерк.
Джеймс Гамильтон содержал в английских замках Фотерингей и Дувре. В 1426 году он был освобожден из английского плена. До 1430 года был пожалован в рыцари.
Около 1440-1441 годах Джеймс Гамильтон скончался, ему наследовал старший сын Джеймс.

## Семья и дети
До 1422 года Джеймс Гамильтон женился на Джанет Ливингстон, дочери сэра Александра Ливингстона (? — 1451). Супруги имели шесть детей:
- Джеймс Гамильтон (ок. 1415—1479), 6-й лэрд из Кадзоу (ок. 1440/1441), 1-й лорд Гамильтон (1445—1479)
- Александр Гамильтон, предок линии Гамильтон из Силвертонхилла
- Джон Гамильтон
- Гэвин Гамильтон, предок линии Гамильтон из Данзелла
- Агнесса Гамильтон, жена сэра Джеймса Гамильтона из Престона
- Элизабет Гамильтон, муж — Чалмерс из Гадрита